# Central Ohio Film Critics Association Award per il miglior cast
Il Central Ohio Film Critics Association Award per il miglior cast (Central Ohio Film Critics Association Award for Best Ensemble) è un premio assegnato annualmente a partire dall'edizione 2004 nel corso dei Central Ohio Film Critics Association Awards.

## Vincitori e candidati
I vincitori sono indicati in grassetto
- 2004
  - I ♥ Huckabees - Le strane coincidenze della vita (I ♥ Huckabees)
  - Sideways - In viaggio con Jack (Sideways)
- 2005
  - Munich
  - I segreti di Brokeback Mountain (Brokeback Mountain)
- 2006
  - The Departed - Il bene e il male (The Departed)
  - Little Miss Sunshine
- 2007
  - Non è un paese per vecchi (No Country for Old Men)
  - Quel treno per Yuma (3:10 to Yuma)
- 2008
  - Il cavaliere oscuro (The Dark Knight)
  - The Millionaire (Slumdog Millionaire)
- 2009
  - Bastardi senza gloria (Inglourious Basterds)
  - Tra le nuvole (Up in the Air)
- 2010
  - The Fighter
  - Il Grinta (True Grit)
  - Inception
  - I ragazzi stanno bene (The Kids Are All Right)
  - The Social Network
  - Il cigno nero (Black Swan)
- 2011
  - La talpa (Tinker Tailor Soldier Spy)
  - Paradiso amaro (The Descendants)
  - Le idi di marzo (The Ides of March)
  - The Tree of Life
  - The Help
  - Le amiche della sposa (Bridesmaids)
  - Margin Call